# 勃艮第的菲利普 (1323年)
勃艮第的菲利普（法語：Philippe de Bourgogne，1323年11月10日—1346年8月10日），勃艮第公爵厄德四世之子，因與奧弗涅的讓娜一世結婚成為奧弗涅伯爵。1346年於艾吉永圍城戰陣亡，他和讓娜一世的兒子菲利普一世於1349年繼承祖父為勃艮第公爵。